# Логопедія
Логопе́дія — спеціальна педагогічна наука про порушення мовлення, методи їх попередження, виявлення й усунення засобами спеціального навчання й виховання. Логопедія вивчає причини, механізми, симптоматику, перебіг, структуру порушень мовленнєвої комунікації, системи корекційного впливу. Об'єктом логопедії є людина з порушеннями мовлення. Спеціаліст з виправлення цих порушень називається логопе́дом. Є розділом спеціальної освіти.
Термін «логопедія» походить від грец. logos — «слово», «мова» та грец. paideia — «навчання».
Логопедія поряд з олігофренопедагогікою, тифлопедагогікою, сурдопедагогікою є галуззю спеціальної педагогіки (дефектології). Вона міцно пов'язана з мовознавством, медициною, а методи логопедії використовують спільно з іншими дефектологічними методами. Структура логопедії включає логопедію дошкільну, шкільну, а також логопедію підлітків і дорослих.
Мета логопедії — розробка системи подолання і профілактики мовних розладів, а також вивчення, навчання, виховання людей з порушеннями мовлення, зокрема такими як заїкання, алалія, дислалії, афазія, дизартрія, ЗНМ(Загальний недорозвиток мовлення), 
- мутизм (небажання дитини спілкуватися і відповідати на питання)
- ехолалія (мимовільне повторення слів)